# Сапори, Армандо
Армандо Сапори (итал. Armando Sapori; 11 июля 1892, Сиена, Тоскана — 6 марта 1976, Милан) — итальянский историк и политик. Он был сенатором Итальянской Республики (1948—1953), с 1956 года — членом Национальной академии деи Линчеи в Риме. Наряду с Раймондом де Рувером, Джино Луццато и Федериго Мелисом считается учёным, выдвинувшим идею коммерческой революции в эпоху позднего Средневековья.

## Биография
Родился 1 июля 1892 года в городе Сиене в Тоскане в центре Италии.

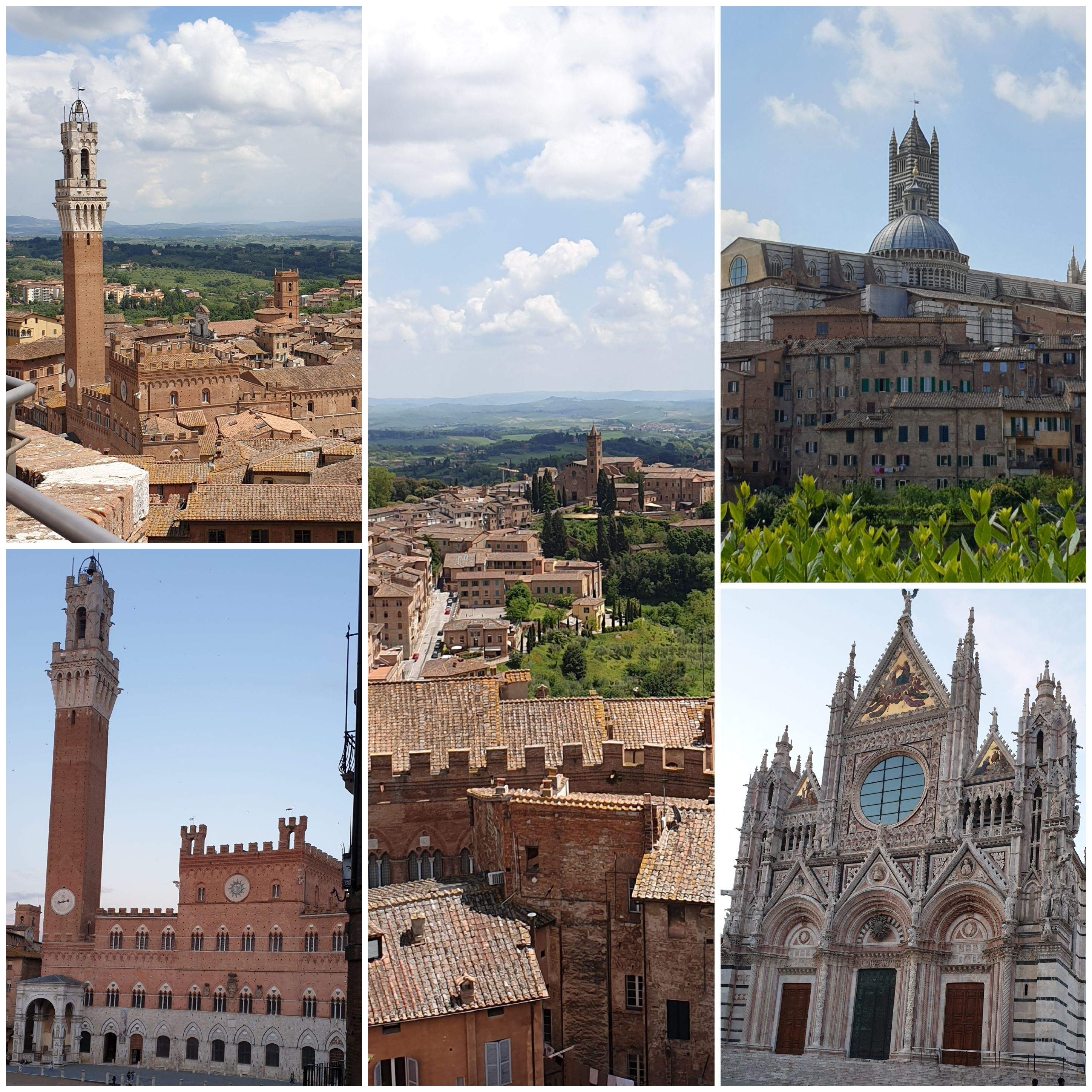
Панорама города Сиены. Тоскана (Италия)

В 1919 году Сапори получил степень доктора права в Сиенском университете. В 1921 году он стал сотрудником Государственного архива Флоренции.
Затем получил приглашение в Университет Феррары, где он преподавал экономическую историю. Одновременно он начал свою академическую деятельность в экономическом Университете Боккони в Милане. В 1935—1962 годы преподавал во Флорентийском университете.
В 1952—1967 годы был ректором Университета Боккони.
В 1946—1951 годы Сапори был муниципальным советником во Флоренции (в списке независимых членов Коммунистической партии Италии), в 1948—1953 год заседал в Сенате как член Демократической группы ди Синистра — левых демократов, стоящих на социал-демократических позициях.
Научные труды Раймонда де Рувера, Федериго Мелиса и Армандо Сапори изменили взгляд на деньги, банковское дело, кредит и торговлю в позднее Средневековье. Они сформулировали идею коммерческой революции в этот период Средневековья. Их работы были основаны на исследовании документов компаний Фрескобальди Перуцци и Барди дель Бене и Альберти.
Сапори занимался также исследованиями по проблемам Возрождения, по экономической истории Италии XVII—XX веков.
Скончался Армандо Сапори 6 марта 1976 года в Милане.

## Научные труды
- La crisi delle compagnie mercantili dei Bardi e dei Peruzzi, Florenz 1926.
- Una compagnia di Calimala a Firenze nel Trecento, Florenz 1932.
- I libri di commercio dei Peruzzi, Mailand 1934.
- Mercatores, Mailand 1941.
- I libri della ragione bancaria dei Gianfigliazzi, Mailand 1946.
- Studi di storia economica medievale, 3 Bde., Florenz 1940, 2. Aufl. 1946.
- La compagnia dei Frescobaldi in Inghilterra, Florenz 1946.
- Mondo finito, Florenz 1946 (Autobiographie).
- Les marchands italien au moyen-âge: conferences et bibliographie, Armand Colin, Paris 1952; ital. Il mercante italiano nel Medioevo. Quattro conferenze tenute all’École pratique des hautes études, Milano 1983.
- Cambiamenti di mentalità del grande operatore economico tra la seconda metà del Trecento e i primi del Quattrocento, in: Studi di Storia economica (1967), S. 457—485
- The Italian Merchant in the Middle Ages, 1970 und Studi di storia economica, Florenz 1955.